# Fédération autonome de l'enseignement
Pour les articles homonymes, voir FAE.
La Fédération autonome de l'enseignement (FAE) est un regroupement de neuf syndicats qui représentent près de 60 000 enseignantes et enseignants qui œuvrent dans le milieu de l'éducation québécois, au Canada. Ceux-ci travaillent plus précisément au préscolaire, au primaire, du secondaire, de l’enseignement en milieu carcéral, de la formation professionnelle, de l’éducation des adultes et le personnel scolaire des écoles Peter Hall et du Centre académique Fournier, ainsi que 3000 membres de l’Association de personnes retraitées de la FAE (APRFAE).
Elle est présente dans les régions de Montréal, de la Capitale-Nationale, de Laval, de l’Outaouais, des Laurentides, de l’Estrie et de la Montérégie, où se situent les quatre plus grands pôles urbains du Québec.

## Historique
À l'origine, la FAE est formée par 27 000 ex-membres de la Centrale des syndicats du Québec (CSQ) issus du secteur de l'éducation publique. Il s'agit d'un regroupement de neuf syndicats schismatiques de ladite centrale déçus des stratégies adoptées par celle-ci et son unité enseignante, la Fédération des syndicats de l'enseignement, notamment en matière d'équité salariale, dans le dossier de l'implantation de la réforme de l'éducation au Québec ainsi que dans les négociations visant le renouvellement de leur convention collective avec le gouvernement Charest en 2004 et 2005.
Le 28 juin 2006, le mouvement tient son premier conseil fédératif à Dorval, où il s'est donné le nom permanent de Fédération autonome de l'enseignement.
Le 23 novembre 2023, les membres affiliés à la FAE ont entamé une grève générale illimitée,qui a pris fin 5 semaines plus tard. Il s'agit d'une mobilisation exceptionnelle d'enseignantes et enseignants pour la défense du secteur de l'éducation québécois. Un tel mouvement de solidarité n'avait pas été vu depuis 40 ans, soit depuis 1983 à l'échelle du Québec. Les médias ont parlé d'un mouvement historique. Il faut préciser que le secteur public québécois, qu'il s'agisse d'éducation ou de santé, connaît une dégradation des conditions de travail, depuis plusieurs années, liée à la nouvelle gestion publique, aux changements organisationnels fréquents et à la pénurie de personnel. 

## Syndicats membres
- l'Alliance des professeures et professeurs de Montréal
- le Syndicat de l'enseignement de la Pointe-de-l'Île
- le Syndicat de l'enseignement de la Haute-Yamaska
- le Syndicat de l'enseignement de l'Outaouais
- le Syndicat de l'enseignement des Basses-Laurentides
- le Syndicat de l'enseignement de la région de Laval
- le Syndicat de l'enseignement de la région de Québec
- le Syndicat de l'enseignement des Seigneuries
- le Syndicat de l'enseignement de l'ouest de Montréal
- l'APRFAE (également affiliée à la FAE)

## Exécutif de fondation 2006-2007
- Nicole Frascadore (Ouest de Montréal), au poste de présidente
- Nathalie Morel (Alliance), au poste de vice-présidente à la vie professionnelle
- Christian St-Louis, (Région de Laval), au poste de vice-président aux relations de travail et à la négociation
- Danielle Ducharme (Basses-Laurentides), au poste de vice-présidente et secrétaire-trésorière
- Diane Nault (Outaouais)
- Suzanne Desaulniers (Seigneurie des Mille-Îles)
- Luc Ferland (Pointe-de-l’Île),
- Stéphane-A. Aucoin (des Seigneuries)
- Martin Laboissonnière (Haute-Yamaska)

## Comité exécutif (2007-2010)
- Pierre St-Germain, président
- Danielle Ducharme, vice-présidente au secrétariat et à la trésorerie
- Christian St-Louis, vice-président aux relations du travail
- Denis Letourneux, vice-président à la vie politique
- Manon Labelle, vice-présidente à la vie professionnelle (2007-2008)
- Sylvain Mallette, vice-président à la vie professionnelle (2008-2010)

## Comité exécutif (2010-2013)
- Pierre St-Germain, président
- Daniel Simoneau, vice-président au secrétariat et à la trésorerie
- Christian St-Louis, vice-président aux relations du travail
- Denis Letourneux, vice-président à la vie politique
- Sylvain Mallette, vice-président à la vie professionnelle

## Comité exécutif (2013-2016)
- Sylvain Mallette, président
- Joanne Bertrand, vice-présidente au secrétariat et à la trésorerie
- Martin Lauzon, vice-président aux relations du travail
- Alain Marois, vice-président à la vie politique
- Nathalie Morel, vice-présidente à la vie professionnelle

## Comité exécutif (2016-2019)
- Sylvain Mallette, président
- Joanne Bertrand, vice-présidente au secrétariat et à la trésorerie
- Luc Ferland, vice-président aux relations du travail
- Alain Marois, vice-président à la vie politique
- Nathalie Morel, vice-présidente à la vie professionnelle

## Comité exécutif (2019-2022)
- Sylvain Mallette, président
- Benoît Giguère, vice-président au secrétariat, à la trésorerie et à l'administration
- Luc Ferland, vice-président aux relations du travail
- Alain Marois, vice-président à la vie politique
- Nathalie Morel, vice-présidente à la vie professionnelle

## Comité exécutif (2022-2025)
- Mélanie Hubert, présidente
- Daniel Gauthier, vice-président à la négociation
- Patrick Bydal, vice-président à la vie politique
- Annie Primeau, vice-présidente à la vie pédagogique
- Annie-Christine Tardif, vice-présidente à la vie professionnelle
- Benoît Giguère, vice-président aux relations du travail
- David Hamel, vice-président au secrétariat, à la trésorerie et à l'administration